# Radio- og fjernsynsloven
Radio- og fjernsynsloven, formelt Lov om radio- og fjernsynsvirksomhed m.v., er en dansk hovedlov på medieområdet, der indeholder de generelle regler for de radio- og tv-stationer, der sender fra Danmark.

## Lovens indhold
Loven fastsætter blandt andet rammerne for den public service-virksomhed, som TV 2 Danmark og TV 2 Regionerne udøver. 
Reglerne for reklamer findes også i radio- og fjernsynsloven, der slår fast, at reklamer i radio og tv højst må udgøre 12 minutter pr. sendetime - og at reklamer på tv kun må placeres i blokke mellem programmerne og ikke i programmerne, som det kendes fra udlandet. Endelig udstikker loven også, hvilke reklamer, der er forbudt i Danmark: Tobak, receptpligtig medicin, trossamfund, fagforeninger, politiske partier eller kandidater til politiske hverv. Derudover rummer loven regler for sponsorering af udsendelser samt et forbud mod product placement i tv-programmer.
Radio- og tv-stationer, der sender til Danmark fra udlandet, eksempelvis TV3 og Kanal 5, er ikke omfattet af loven, hvilket giver stationerne mulighed for at sende reklamer midt i programmerne.
Det er også i radio- og fjernsynsloven, det fremgår, hvilke kanaler, der i fællesantenne- og kabel-tv-net har status af must carry.
Eventuelle klager over i de loven regulerede områder behandles af Radio- og tv-nævnet, der er nedsat af kulturministeren.